# رضا جودی
رضا جودی تهیه کننده و فیلمبردار سینما و تلویزیون ایران است.

## فیلم‌شناسی
| سال  | نام فیلم               | کارگردان                      | پخش از       |
| ---- | ---------------------- | ----------------------------- | ------------ |
| ۱۳۷۶ | نان                    |                               | شبکه چهار    |
| ۱۳۸۰ | دوران سرکشی            | کمال تبریزی                   | شبکهٔ تهران   |
| ۱۳۸۱ | دیوانه در شهر          | غلامرضا رمضانی                | شبکهٔ دو      |
| ۱۳۸۴ | مرده متحرک             | رضا کریمی                     | شبکه یک      |
| ۱۳۸۵ | مجموعهٔ صاحبدلان        | محمد حسین لطیفی               | شبکهٔ یک سیما |
| ۱۳۸۵ | بچه‌های ابری            | سیدجمال سیدحاتمی              | شبکهٔ دو      |
| ۱۳۸۶ | وقت اضافه              | مهرداد خوشبخت                 | شبکهٔ یک      |
| ۱۳۸۷ | مجموعهٔ پشت کوه‌های بلند | امرالله احمدجو                | شبکهٔ سهٔ سیما |
| ۱۳۸۷ | میم. الف. دال. ر. مادر |                               | شبکهٔ دو      |
| ۱۳۸۷ | اغما                   | سیروس مقدم                    | شبکهٔ یک سیما |
| ۱۳۸۷ | شاهد عینی              | مهدی گلستانه                  | شبکهٔ دو      |
| ۱۳۸۷ | عبور از پاییز          |                               | شبکهٔ دو      |
| ۱۳۸۸ | پاییز پدرسالار         | مسعود شاه محمدی               | شبکهٔ دو      |
| ۱۳۸۹ | سی‌امین روز             |                               | شبکهٔ دو      |
| ۱۳۸۹ | مجموعهٔ حیرانی          | کیوان علی محمدی و امید بنکدار | شبکهٔ یک سیما |
|      | فیلم سینمایی قضاوت     | ابوالقاسم شیبانی              |              |
|      | رؤیای آخر (مادر)       |                               | شبکهٔ یک      |
| ۱۳۸۱ | مهر خاموش              | سیروس مقدم و مسعود آب‌پرور     | شبکهٔ تهران   |
| ۱۳۸۲ | دیروز، امروز، فردا     | مسعود شاه محمدی               | شبکهٔ تهران   |
| ۱۳۹۲ | فصل بی‌پروایی           | فریدون جیرانی                 | شبکهٔ یک      |
| ۱۳۹۵ | لیسانسه‌ها              | سروش صحت                      | شبکه سه      |
| ۱۳۹۶ | لیسانسه‌ها ۲            | سروش صحت                      | شبکه سه      |
| ۱۳۹۸ | فوق لیسانسه‌ها          | سروش صحت                      | شبکه سه      |
| ۱۳۹۸ | پدر پسری               | محمدرضا حاجی غلامی            | شبکه تهران   |
| ۱۴۰۰ | زن زندگی مرد زندگی     | غلامرضا رمضانی                | شبکه تهران   |